# People Press Play
People Press Play er et electronicaband fra Danmark. Gruppen består af Anders Remmer, Jesper Skaaning, Thomas Knak (alias DJ Opiate) og Sara Savery.
Gruppens selvbetitlede debutalbum fra 2007 modtog fem ud af seks stjerner i musikmagasinet GAFFA.

## Diskografi
- People press play (2007)